# Serupepeli Vularika

a Compétitions nationales et continentales officielles uniquement.

b Matchs officiels uniquement.
Dernière mise à jour le 6 septembre 2022.
Serupepeli Vularika, né le 29 avril 1990 à Naqarani (Fidji), est un joueur de rugby à XV international fidjien évoluant aux postes de centre, demi de mêlée ou demi d'ouverture.

## Carrière

### En club
Serupepeli Vularika commence sa carrière avec l'équipe amateure de Suva dans le championnat national fidjien,.
En 2018, il rejoint l'équipe fidjienne des Fijian Drua, qui dispute le championnat australien du NRC, et participe à la victoire finale de son équipe au terme de la saison,. Pour sa première saison professionnelle, il joue six rencontres (pour seulement deux titularisations). Il partage son temps de jeu entre les postes de demi de mêlée et de demi d'ouverture.
En 2019, il rejoint les Fijian Latui (en), qui sont intégrés au Global Rapid Rugby nouvellement créé,.
Au mois de avril 2021, il rejoint la franchise américaine des Giltinis de Los Angeles, évoluant en Major League Rugby. Il remporte le championnat dès sa première, après une finale gagnée face à Rugby ATL.
En septembre 2021, il fait son retour chez les Fijian Drua, à l'occasion de leur entrée en Super Rugby pour la saison 2022. Il joue cependant aucune rencontre avec cette équipe, avant d'être licencié pour des raisons disciplinaires au mois de mars 2022,.
À la suite de son départ des Drua, il retourne jouer avec Suva en Skipper Cup. Il ne reste que peu de temps au Fidji, puisqu'il s'engage en mai 2022 avec les Free Jacks de la Nouvelle-Angleterre pour le restant de la saison de MLR. Il ne joue aucun match lors de son passage au club.

### En équipe nationale
Serupepeli Vularika joue avec les Fiji Warriors (Fidji A) à partir de 2015, disputant le Pacific Challenge et la coupe des nations 2018,.
Il est sélectionné pour la première fois avec l'équipe des Fidji en juin 2016 pour participer à la Pacific Nations Cup 2016,. Il obtient sa première cape internationale le 11 juin 2016 à l’occasion d’un match contre les Tonga à Suva.
En mai 2019, il fait partie de la présélection de 50 joueurs annoncé par la Fédération fidjienne de rugby à XV pour préparer la coupe du monde au Japon. Il n'est cependant pas retenu dans le groupe définitif de 31 joueurs pour disputer la coupe du monde en août 2019, mais reste réserviste.

## Palmarès

### En club
- Vainqueur du NRC en 2018 avec les Fijian Drua.
- Vainqueur de la Major League Rugby en 2021 avec les Giltinis de Los Angeles

### En équipe nationale
- Vainqueur de la Coupe des nations du Pacifique en 2016, 2017 et 2018 avec les Fidji.
- Vainqueur du Pacific Challenge en 2016, 2017 et 2018 avec les Fiji Warriors.

## Statistiques
- 12 sélection avec les Fidji depuis 2016.
- 0 point.